# Australian Open 1998 (gemengddubbel)
Op het Australian Open 1998 speelden de vrouwen en mannen de wedstrijden in het gemengd dubbelspel van 23 januari tot en met 1 februari 1998.
|                |  |                  |
| Venus Williams |  | Justin Gimelstob |

## Samenvatting
Het (niet bekende) eerste reekshoofd had zich kort voor het toernooi afgemeld. Hun plaats in het speelschema werd ingenomen door het alternate Australische team Louise Pleming en Wayne Arthurs – zij wonnen hun openingspartij, maar kwamen niet voorbij de tweede ronde.
Het ongeplaatste Amerikaanse duo Venus Williams / Justin Gimelstob, dat via een wildcard tot het toernooi was toegelaten, won de titel. Zij versloegen in de finale de als vijfde geplaatste Tsjechische zus en broer Helena Suková en Cyril Suk in twee sets. Het was voor beiden de eerste grandslamtitel.

### Belgische en Nederlandse spelers
Er waren vier Nederlandse deelneemsters:
- Caroline Vis en Mahesh Bhupathi (India) waren als vierde geplaatst. Zij bereikten de halve finale, waarin zij werden uitgeschakeld door Helena Suková en Cyril Suk.
- Kristie Boogert speelde samen met de Amerikaan Donald Johnson. Zij bereikten de tweede ronde.
- Titelverdedigers Manon Bollegraf en Rick Leach (VS) waren het tweede reekshoofd, maar voor hen viel het doek al na de eerste ronde.
- Ook Miriam Oremans en Piet Norval uit Zuid-Afrika (op het laatste moment geplaatst als invallers voor een afgemeld team) hadden de eerste ronde als eindstation.

Slechts één Belg deed mee:
- Libor Pimek en de Italiaanse Rita Grande verloren reeds hun openingspartij.

## Geplaatste teams
| Nr. | Team                           | Resultaat    | Uitgeschakeld door              |    | Nr.                              | Team         | Resultaat                         | Uitgeschakeld door |
| --- | ------------------------------ | ------------ | ------------------------------- | -- | -------------------------------- | ------------ | --------------------------------- | ------------------ |
| 1.  |                                | afgemeld     |                                 | 5. | Helena Suková Cyril Suk          | finale       | Venus Williams Justin Gimelstob   |                    |
| 2.  | Manon Bollegraf Rick Leach     | eerste ronde | Kristine Kunce Jim Grabb        | 6. | Katrina Adams Ellis Ferreira     | eerste ronde | Venus Williams Justin Gimelstob   |                    |
| 3.  | Lisa Raymond Patrick Galbraith | kwartfinale  | Venus Williams Justin Gimelstob | 7. | Larisa Neiland David Adams       | tweede ronde | Kerry-Anne Guse Andrew Kratzmann  |                    |
| 4.  | Caroline Vis Mahesh Bhupathi   | halve finale | Helena Suková Cyril Suk         | 8. | Patricia Tarabini Daniel Orsanic | eerste ronde | Rachel McQuillan David Macpherson |                    |

## Toernooischema
| Legenda | Legenda                  |
| ------- | ------------------------ |
| Q       | Qualifier                |
| WC      | Deelname via wildcard    |
| LL      | Lucky Loser              |
| r       | Opgave / trok zich terug |
| w/o     | Walk-over                |
| Alt     | Alternate                |
| SE      | Special Exempt           |
| PR      | Protected Ranking        |
| d       | Diskwalificatie          |

### Finale
| Finale |                                 |   |   |  |
|        |                                 |   |   |  |
| WC     | Venus Williams Justin Gimelstob | 6 | 6 |  |
| 5      | Helena Suková Cyril Suk         | 2 | 1 |  |

### Bovenste helft
| Eerste ronde | Eerste ronde                              | Eerste ronde | Eerste ronde | Eerste ronde |  |    | Tweede ronde                      | Tweede ronde                    | Tweede ronde | Tweede ronde | Tweede ronde |  |  | Kwartfinale | Kwartfinale                     | Kwartfinale | Kwartfinale | Kwartfinale |  |  | Halve finale | Halve finale                    | Halve finale | Halve finale | Halve finale |
|              |                                           |              |              |              |  |    |                                   |                                 |              |              |              |  |  |             |                                 |             |             |             |  |  |              |                                 |              |              |              |
| Alt          | Louise Pleming Wayne Arthurs              | 4            | 6            | 7            |  |    |                                   |                                 |              |              |              |  |  |             |                                 |             |             |             |  |  |              |                                 |              |              |              |
|              | Rika Hiraki David Roditi                  | 6            | 3            | 5            |  |    | Alt                               | Louise Pleming Wayne Arthurs    | 5            | 4            |              |  |  |             |                                 |             |             |             |  |  |              |                                 |              |              |              |
|              | Jelena Lichovtseva Maks Mirni             | 6            | 6            |              |  |    | Jelena Lichovtseva Maks Mirni     | 7                               | 6            |              |              |  |  |             |                                 |             |             |             |  |  |              |                                 |              |              |              |
|              | Ginger Helgeson-Nielsen Francisco Montana | 2            | 4            |              |  |    |                                   |                                 |              |              |              |  |  |             | Jelena Lichovtseva Maks Mirni   | 6           | 6           |             |  |  |              |                                 |              |              |              |
|              | Natallja Zverava Andrew Florent           | 7            | 6            |              |  |    |                                   |                                 |              |              |              |  |  |             | Natallja Zverava Andrew Florent | 3           | 2           |             |  |  |              |                                 |              |              |              |
| WC           | Serena Williams Lleyton Hewitt            | 63           | 2            |              |  |    |                                   | Natallja Zverava Andrew Florent | 6            | 6            |              |  |  |             |                                 |             |             |             |  |  |              |                                 |              |              |              |
|              | Rachel McQuillan David Macpherson         | 6            | 6            |              |  |    | Rachel McQuillan David Macpherson | 3                               | 3            |              |              |  |  |             |                                 |             |             |             |  |  |              |                                 |              |              |              |
| 8            | Patricia Tarabini Daniel Orsanic          | 0            | 0            |              |  |    |                                   |                                 |              |              |              |  |  |             |                                 |             |             |             |  |  |              | Jelena Lichovtseva Maks Mirni   | 2            | 1            |              |
| 3            | Lisa Raymond Patrick Galbraith            | 6            | 6            |              |  |    |                                   |                                 |              |              |              |  |  |             |                                 |             |             |             |  |  | WC           | Venus Williams Justin Gimelstob | 6            | 6            |              |
| WC           | Annabel Ellwood Ben Ellwood               | 3            | 0            |              |  |    | 3                                 | Lisa Raymond Patrick Galbraith  | 7            | 6            |              |  |  |             |                                 |             |             |             |  |  |              |                                 |              |              |              |
|              | Helena Vildová Peter Nyborg               | 3            | 3            |              |  |    | Kristie Boogert Donald Johnson    | 63                              | 1            |              |              |  |  |             |                                 |             |             |             |  |  |              |                                 |              |              |              |
|              | Kristie Boogert Donald Johnson            | 6            | 6            |              |  |    |                                   |                                 |              |              |              |  |  | 3           | Lisa Raymond Patrick Galbraith  | 62          | 6           | 2           |  |  |              |                                 |              |              |              |
|              | Inés Gorrochategui Luis Lobo              | 7            | 2            | 4            |  |    |                                   |                                 |              |              |              |  |  | WC          | Venus Williams Justin Gimelstob | 7           | 3           | 6           |  |  |              |                                 |              |              |              |
|              | Anna Koernikova Mark Knowles              | 64           | 6            | 6            |  |    |                                   | Anna Koernikova Mark Knowles    | 5            | 2            |              |  |  |             |                                 |             |             |             |  |  |              |                                 |              |              |              |
| WC           | Venus Williams Justin Gimelstob           | 6            | 7            |              |  | WC | Venus Williams Justin Gimelstob   | 7                               | 6            |              |              |  |  |             |                                 |             |             |             |  |  |              |                                 |              |              |              |
| 6            | Katrina Adams Ellis Ferreira              | 3            | 5            |              |  |    |                                   |                                 |              |              |              |  |  |             |                                 |             |             |             |  |  |              |                                 |              |              |              |